# Geffen Records
Geffen Records je američka diskografska i izdavačka kuća koja danas posluje pod imenom "Interscope-Geffen-A&M".

## Povijest
Geffen Records osnovao je 1980. godine David Geffen koji je prethodno u ranim 1970ima osnovao "azil Records". Geffen je otišao iz azila 1975. godine kad je prešao u filmsku industriju (bio je imenovan potpredsjednikom Warner Brothersa. Dobio je otkaz u Warneru negdje 1978. godine ali 5-godišnji ugovor mu je onemogućio da radi negdje drugdje u filmskoj industriji. Vratio se na posao 1980. godine kad je postigao dogovor s Warner Bros Records o stvaranju tvrtke Geffen Records. Warner je osigurao 100 posto sredstvava za poslovanje nove tvrtke i distribuira njena izdanja u Sjedinjenim Državama, Kanadi i Velikoj Britaniji -  CBS / Epic Records rješava distribuciju u ostatku svijetu do 1985., kad je Warner Bros preuzeo svjetsku distribuciju. U Velikoj Britaniji distribucija izdanja preseljena je od Warner Bros na CBS-u 1981. godine. Dobit se dijelila pola/pola između Geffen i distributera.
Prvi izvođač koji je potpisao za Geffen Records bila je disco zvijezda Donna Summer, čiji je album Wanderer postao prvo izdanje Geffena 1980. godine. Potom je slijedio Double Fantasy od Johna Lennona i Yoko Ono. Bio je to Lennonov prvi album nakon 1975. Dva tjedna nakon što se pojavio na top ljestvicama Lennon je ubijen u New Yorku. Nakon toga, album je prodan u milijunima i njime je Geffen dobio svoj prvi album na vrhu glazbenih ljestvica.

## Vanjske poveznice
- Službena internetska stranica interscope.com